# Арболово
А́рболово — деревня в Котельском сельском поселении Кингисеппского района Ленинградской области.

## История
Впервые упоминается в Писцовой книге Водской пятины 1500 года как сельцо Арбала в Каргальском погосте Копорского уезда.
Затем как деревня Arbala by в Каргальском погосте (западной половине) в шведских «Писцовых книгах Ижорской земли» 1618—1623 годов.
На карте Ингерманландии А. И. Бергенгейма, составленной по шведским материалам 1676 года, она обозначена как деревня Arbollaby.
На шведской «Генеральной карте провинции Ингерманландии» 1704 года — как Arbala.
Как безымянная деревня она упомянута на «Географическом чертеже Ижорской земли» Адриана Шонбека 1705 года.
Как деревня Арбала она обозначена на карте Ингерманландии А. Ростовцева 1727 года.
Согласно 6-й ревизии 1811 года мыза Боровицкая и деревня Арболово принадлежали жене статского советника М. И. Берхмановой.
На карте Санкт-Петербургской губернии Ф. Ф. Шуберта 1834 года обозначена деревня Арбола, состоящая из 30 крестьянских дворов.

АРБОЛОВО — деревня принадлежит поручику Нетцеру, число жителей по ревизии: 76 м. п., 100 ж. п. (1838 год)

Согласно карте профессора С. С. Куторги 1852 года деревня назвалась Арбола и состояла из 30 дворов.

АРБОЛОВО — деревня титулярного советника Нетцера, по просёлочной дороге, число дворов — 20, число душ — 63 м. п. (1856 год)

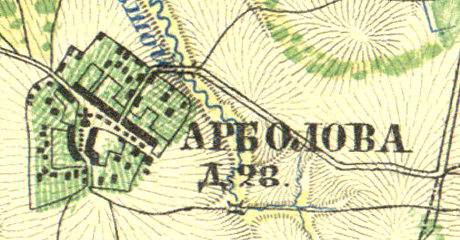
План деревни Арболово. 1860 год

Согласно «Топографической карте частей Санкт-Петербургской и Выборгской губерний» в 1860 году деревня называлась Арболова и насчитывала 28 крестьянских дворов, к востоку от неё протекал ручей Большой, к западу — находилась мыза Боровицкая, в центре деревне находилась часовня.

АРБОЛОВО — деревня владельческая при ключах, число дворов — 28, число жителей: 61 м. п., 71 ж. п. (1862 год)

В 1868—1882 годах временнообязанные крестьяне деревни выкупили свои земельные наделы у А. А. Нетцер и стали собственниками земли.
В конце XIX веке деревня административно относилась к Копорской волости 2-го стана Петергофского уезда Санкт-Петербургской губернии, в начале XX века — 3-го стана.
С 1917 по 1923 год деревня Арболово входила в состав Арболовского (Нарядовского) сельсовета Копорской волости Петергофского уезда.
С 1923 года в составе Троцкого уезда.
С 1924 года в составе Ананьинского сельсовета.
С 1926 года в составе Арболовского сельсовета. Согласно данным переписи населения СССР 1926 года в деревне Арболово проживал 161 человек — большинство русские, а также финны и эстонцы.
С 1927 года в составе Котельского района.
С 1928 года в составе Велькотского сельсовета. В 1928 году население деревни Арболово также составляло 161 человек.
Согласно топографической карте 1930 года деревня называлась Арболова и насчитывала 40 дворов.
С 1931 года в составе Кингисеппского района.
По данным 1933 года деревня Арболово входила в состав Велькотского сельсовета Кингисеппского района.

План деревни Арболово. 1938 год

Согласно топографической карте 1938 года деревня называлась Арболова и насчитывала 40 дворов. В центре деревни находилась часовня, на северо-западной окраине — школа.
C 1 августа 1941 года по 31 января 1944 года деревня находилась в оккупации.
С 1954 года в составе Удосоловского сельсовета.
В 1958 году население деревни Арболово составляло 89 человек.
По данным 1966 года деревня Арболово также находилась в составе Удосоловского сельсовета.
По данным 1973 и 1990 годов деревня Арболово входила в состав Котельского сельсовета.
В 1997 году в деревне Арболово проживали 5 человек, в 2002 году — 23 человека (все русские), в 2007 году — 1

## География
Деревня расположена в северо-восточной части района на автодороге 41К-617  (Перелесье — Арболово).
Расстояние до административного центра поселения — 19 км.
Расстояние до ближайшей железнодорожной платформы Куммолово — 2,5 км.

## Демография
| 1862 | 2007 | 2010 | 2017 |
| ---- | ---- | ---- | ---- |
| 132  | ↘1   | ↗14  | ↘4   |

### Национальный состав
Согласно данным Всероссийской переписи населения 2021 года в деревне проживали 3 человека, все русские.